# 张仲葛
张仲葛（1913年12月28日—1999年4月1日）是中国现代养猪学和畜牧兽医史学奠基人。在北京农业大学（今中国农业大学）畜牧系創辦了中国最早的畜牧科技史硕士点和研究室。

## 生平
张仲葛祖籍广东东莞，父张篁溪，兄張次溪。1936年于北京大学农艺系毕业，後任教於英士大学农学院、华北大学农学院、北京农业大学畜牧系，1950年与程绍迥等創辦中国畜牧兽医学会，1984至1994年擔任九嶷山学院院长。

## 外部連接
- 张仲葛教授与《养猪谚语》，我与养猪科学家